# Polyommatus shingara
Polyommatus shingara är en fjärilsart som beskrevs av Evans 1932. Polyommatus shingara ingår i släktet Polyommatus och familjen juvelvingar. Inga underarter finns listade i Catalogue of Life.